# 式亭三馬

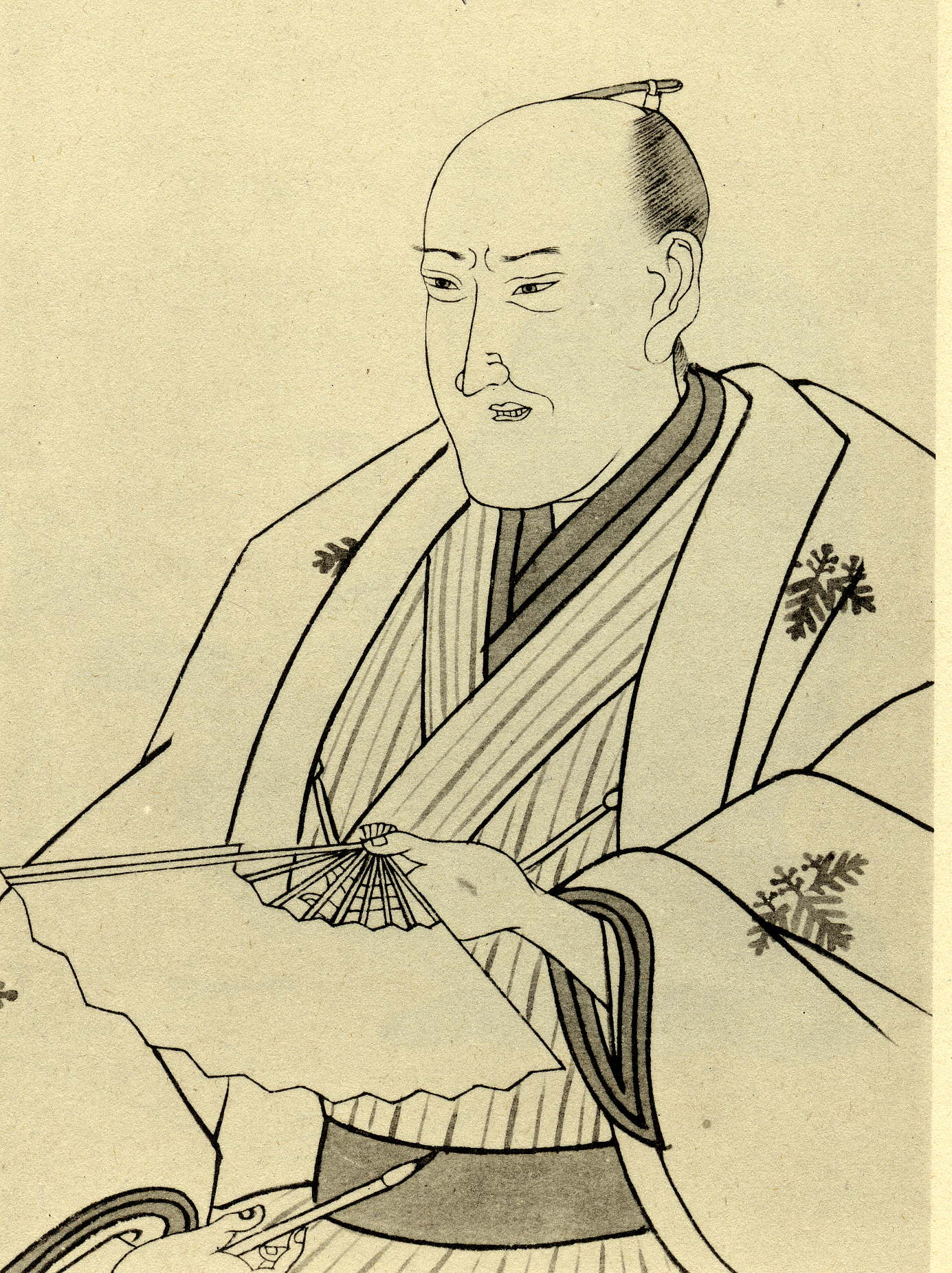
国文学名家肖像集

式亭三馬（しきていさんば、安永5年（1776年） - 文政5年閏1月6日（1822年2月27日））は、江戸時代後期の地本作家で薬屋、浮世絵師。滑稽本『浮世風呂』『浮世床』などで知られる。名は菊地泰輔、字は久徳。通称は西宮太助。戯号は四季山人、本町庵、遊戯堂、洒落斎など。名が久徳で字が泰輔とする文献もある。

## 生涯
浅草田原町（現・東京都台東区雷門一丁目）の家主で版木師、菊地茂兵衛の長男に生まれた。茂兵衛は、八丈島の為朝大明神の神官菊地壱岐守の妾の子供で、晴雲堂と号して板木師を生業とし、後に三馬の版木を彫った。幼少の頃から読書を好いたと、成人後に回想している。
天明4年（1784年）9歳から寛政4年（1792年）16歳まで、本石町（現・中央区日本橋本石町）の地本問屋翫月堂掘野屋仁兵衛方に住み込み、出版界の事情を知った。父が版木師で奉公先が版元。戯作者へと歩み、寛政6年（1794年）18歳のとき、黄表紙『天道浮世出星操』『人間一心覗替繰』等を、親友の春松軒西宮新六から初出版した。平賀源内、芝全交、山東京伝を慕った。
寛政9年（1797年）頃、本屋の蘭香堂万屋太治右衛門の婿養子となり、作家と出版屋を兼業した。寛政11年に出した『侠太平記向鉢巻』は火消人足の喧嘩に取材した作品だったが、版元と三馬の家を火消人足が襲う事件が発生して処罰を受ける。このため、新刊を出せなかったものの、三馬の名声は広まった。その後は、滑稽本『麻疹戯言』、歌舞伎案内書『戯場訓蒙図彙』などを刊行し、作品の幅を広げる。妻が亡くなったため、文化3年（1806年）万屋を去って古本屋を開業しながら、戯作に励んだ。この年刊行した『雷太郎強悪物語』は、三馬自身が「合巻の権興」と述べる通り、合巻の流行をもたらした。この頃、故掘野屋仁兵衛の娘を後妻に迎えた。
文化6年（1809年）の『浮世風呂』が大流行し、文化9年（1812年）一子虎之助（式亭小三馬）を得た一方で、古本屋を畳んで文化7年（1810年）（34歳）から副業として、化粧品に用いる売薬の販売製造を始めた。著書で薬を宣伝し、薬の客が読者にもなるという好循環が生まれ「江戸の水」は大いに売れた。
文政5年（1822年）に没した。歓誉喜楽奏天信士。深川の雲光院寺中の長源寺（現・江東区三好二丁目）に葬ったが、関東大震災後の大正15年（1926年）、墓は碑文谷（現・東京都目黒区碑文谷一丁目）の正泉寺に改葬され、現存する。

## 親族
子の虎之助も式亭小三馬と名乗った。小三馬以降は戯作者とはならなかったが、菊地定次郎→松太郎→武次と続いた。

## 作風
著作には古典の翻案や既存作品の模倣や剽窃が混ざるが多作だった。黄表紙から書き始め、洒落本、合巻、滑稽本、読本と色々な形式の本を書き、主題も郭咄、仇討ち、武勇伝、歌舞伎もの、狂歌と広範囲だったが、中でも江戸庶民の日常を描いた滑稽本類が評価されている。短気ながら親分肌の人柄で、為永春水、楽亭馬笑、古今亭三鳥、益亭三友らを門弟にした。なお、1806年の『雷太郎強悪物語』が合巻の始まりとは、三馬の自己宣伝で、先発があったと言う。
また、三馬は戯作の執筆をする傍ら、自ら肉筆浮世絵も描いている。代表作として「三味線を持つ芸妓図」が挙げられる。本図は、立てた三味線を持つ大島田の芸妓が、片膝を立てて振向いている様子を描いており、自画賛を入れている。

## 作品一覧
詳細な著作目録は、例えば本田康雄『式亭三馬の文芸』（笠間書院 1973）に載っている。以下では『近年の復刻・改版』の項の本に載る作品に限って、初出を列記する。
行の冒頭の (A) または (B) は『近年の復刻・改版』の項の、それぞれ『式亭三馬集』全4巻（本邦書籍 古典叢書、1989）と棚橋正博校訂『式亭三馬集』（国書刊行会 叢書江戸文庫、1992）に収録されていることを意味する。
- (A)(B)歌川豊国画『天道浮世出星操』寛政6年（1794年）（黄表紙）西宮新六版
- (B) 歌川豊国画『人間一心覗替操』寛政6年（黄表紙）西宮新六版
- 喜多川歌麿『辰巳婦言』寛政10年（1798年）（洒落本）西宮新六版
- 北尾重政画『侠太平記向鉢巻』寛政11年（1799年）（黄表紙）西宮新六版
- 式亭三馬画『稗史億説年代記』享和2年（1802年）（黄表紙）西宮新六版 - 草双紙が赤本、黒本、青本と変化していき、当世風の黄表紙に至った変遷を、その作風と各画工に似せた絵とで紹介した読本。
- (B) 『麻疹戯言』享和3年（1803年）（滑稽本）万屋太治右衛門版
- (A) 『送麻疹神表』享和3年（滑稽本）
- 勝川春英・歌川豊国画『戯場訓蒙図彙 巻1-8』享和3年（歌舞伎の解説書）万屋太治右衛門・西宮太助版
- (A) 『狂言綺語』文化元年（1804年）（滑稽本）万屋太治右衛門版
- (A) 勝川春喬画『船頭深話』文化3年（1806年）（洒落本）
- (A) 歌川豊国画『酩酊気質』文化3年（滑稽本）上総屋佐助版
- 歌川国直画『戯場粋言幕の外』文化3年（滑稽本）
- 歌川豊国画『小野篁嘘字尽』、文化3年（滑稽本）上総屋中助版
- (A) 歌川豊国画『敵討宿六始』文化5年（1808年）（合巻）西宮新六版
- (A) 歌川国貞画『吃又平名画助刃』文化5年（合巻）西村源六・西宮新六版
- (A) 勝川春亭画『難有孝行娘』文化5年（合巻）森屋治兵衛版
- (A) 勝川春亭画『玉藻前三国伝記』文化5年（合巻）森屋治兵衛版
- 歌川豊国画『鬼児島名誉仇討』文化5年（合巻）西宮新六版
- (A) 北川美丸画『浮世風呂 初編』文化6年（1809年）（滑稽本）西村源六・石渡平八版 - 三馬の代表作ともされるシリーズ。全四編が順次刊行。当時の日本語を記録した貴重な資料としても知られる。
- (A) 歌川豊国画『冠辞筑紫不知火』文化7年（1810年）（合巻） 鶴屋喜右衛門版
- (A)(B) 歌川国満画『腕雕一心命』文化7年（合巻）鶴屋金助版
- (A) 歌川国貞画『大尽舞花街濫觴』文化7年（読本）鶴屋金助版
- (A) 北川美丸画『浮世風呂 第2編』文化7年（滑稽本）西村源六・石渡金助・石渡平助版 - 『浮世風呂』は初編・四編が男湯、二編・三編が女湯となっている。
- (A)(B) 歌川豊国画『早替胸からくり』文化7年（滑稽本）西村源六・石渡金助・石渡平助版
- (B) 歌川国貞画『当世七癖上戸』文化7年（滑稽本）西村源六・西宮弥兵衛・西宮平兵衛合板版
- 北川美丸画『腹之内戯作種本』文化8年（1811年）（黄表紙）鶴屋喜右衛門版
- (A) 楽亭馬笑と合作、歌川国直・喜多川歌麿画『狂言田舎操』、文化8年（滑稽本）西村屋源六・三木屋喜左右衛門版
- (A) 歌川国直画『浮世風呂 第3編』文化8年（滑稽本）西村源六・石渡利助版
- (A) 歌川国貞画『三芝居客者評判記』文化8年（滑稽本）鶴屋金助版
- (A)(B) 歌川国直画『忠臣蔵偏癡気論』上・下　文化9年（1812年）（滑稽本）鶴屋金助版[6] - 義士討ち入りを次々に名前を列挙して批判したもの[7]。「偏癡気先生」という老学者の口を借り三馬が忠臣蔵に文句を付けている。[8]
- (A) 歌川国直画『四十八癖 初編』文化9年（滑稽本）鶴屋金助版
- (A)(B) 歌川豊国画『一盃綺言』文化9年（滑稽本）津村三郎兵衛・西宮平兵衛・石渡利助版
- (A) 歌川国直画『浮世風呂 第3編』文化10年（1813年）（滑稽本）
- (A) 『田舎芝居忠臣蔵 初編』文化10年（滑稽本）鶴屋金助版 - 忠臣蔵を不忠・不義の滑稽話として描いたもの。内容は後世の落語・講談にも転用されている（落語「田舎芝居（村芝居）」（第一段より）・講談「山科閑居」（第九段より）、「義士大根（勝田新左衛門）」など）[9]。
- (A) 歌川国直画『浮世風呂 4編』文化10年（滑稽本）
- (A) 歌川国直画『浮世床 初編』文化10年（滑稽本）鶴屋金助・柏屋半蔵版 - 『浮世風呂』の姉妹編。「浮世床」という髪結いを舞台にした連作もので同じ世界観を有する。やはり内容の一部が後世の落語に転用（落語「浮世床」）。
- (A) 歌川国直画『四十八癖 第2編』文化10年（滑稽本）鶴屋金助版
- (A) 歌川国貞画『日高川清姫物語』文化10年（合巻）鶴屋喜右衛門版
- (A) 歌川国直画『浮世床 第2編』文化11年（1814年）（滑稽本）鶴屋金助・柏屋半蔵版
- (A)(B) 歌川国直画『古今百馬鹿』文化11年（滑稽本）蔦屋重三郎（2代目）・越前屋吉兵衛・山崎平八板
- (A)(B) 歌川国直画『人心覗からくり』文化11年（滑稽本）西村与八・山崎平八・天満喜平・鶴屋長次ほか版
- (A) 歌川国直画『素人狂言紋切形』文化11年（滑稽本）山青堂版
- (A) 歌川国直画『田舎芝居忠臣蔵 後編』文化11年（滑稽本）鶴屋金助版 - 『田舎芝居忠臣蔵 初編』の続編。
- (A) 『女房気質異赤縄』文化12年（1815年）（合巻）西宮新六版
- (A) 歌川国貞画『艶容歌妓結』文化14年（1817年）（合巻）西宮新六版
- (A) 柳川重信画『契情畸人伝』文化14年（合巻）森屋次兵衛版
- (A) 柳川重信画『四十八癖 第3編』文化14年（滑稽本）鶴屋金助版
- (A) 『大千世界楽屋探』文化14年（滑稽本）鶴屋金助版
- 『大全一筆啓上』文化14年（文例集）
- (A) 歌川美丸画『四十八癖 第4編』文政元年（1818年）（滑稽本）鶴屋金助版

没後
- (A) 歌川豊国画『坂東太郎強盗譚 初編』文政7年（1824年）（合巻）西宮新六版
- (A) 歌川豊国画『坂東太郎強盗譚 中編』文政8年（1825年）（合巻）西宮新六版
- (A) 歌川国貞・二代目北尾重政画『雲竜九郎倫盗伝 1、第2編』文政10年（1827年）（合巻）西宮新六版
- (A) 渓斎英泉・歌川国貞画『潮来婦志』天保元年（1830年）（洒落本）

## 肉筆浮世絵
- 「三味線を持つ芸妓図」　紙本淡彩　熊本県立美術館所蔵

## 近年の復刻・改版
- (A)『式亭三馬集 全4巻』本邦書籍 古典叢書（1989）
- (B)棚橋正博校訂『式亭三馬集』国書刊行会 叢書江戸文庫（1992）
- 八巻俊雄編『狂言綺語』星雲社 江戸の名コピー集2（2010）
- 中村正明編『草双紙研究資料叢書 8』クレス出版（2006）（『稗史億説年代記』『腹之内戯作種本』を収録）
- 国立劇場調査養成部芸能調査室編『戯場訓蒙図彙』（電子図書）日本芸術文化振興会（2001）
- 朝倉治彦監修『訓蒙図彙集成 22』大空社（2000 （『戯場訓蒙図彙』を収録）
- 神保五弥ほか校注・訳『新編日本古典文学全集80』小学館（2000）（『酩酊気質』『浮世床』を収録）
- 石川松太郎監修『往来物大系 17』大空社（1993）（『小野篁嘘字尽』を収録）
- 石川松太郎監修『往来物大系 28』大空社（1993）（『大全一筆啓上』を収録）
- 『小野篁嘘字尽太平書屋 太平文庫（1993）
- 神保五弥校注『新日本古典文学大系』岩波書店（1989）（『浮世風呂』『戯場粋言幕の外』『大千世界楽屋探』
- 『腹之内戯作種本』河出書房新社 江戸戯作文庫（1987）
- 洒落本大成編集委員会編『洒落本大成 28』中央公論新社（1987）（『潮来婦志』を収録）
- 『鬼児島名誉仇討』河出書房新社 江戸戯作文庫（1985）
- 小池正胤編『江戸の戯作（パロディー）絵本4』社会思想社 現代教養文庫（1983）（『侠太平記向鉢巻』『稗史億説年代記』を収録）
- 本田康雄校注『浮世床』『四十八癖』新潮社 新潮日本古典集成（1982）
- 『洒落本大成 17』中央公論新社（1982）（『辰巳婦言』を収録）